# Вілларбоїт
Вілларбоїт (італ. Villarboit, п'єм. Vilarbòit) — муніципалітет в Італії, у регіоні П'ємонт, провінція Верчеллі.
Вілларбоїт розташований на відстані близько 520 км на північний захід від Рима, 65 км на північний схід від Турина, 15 км на північний захід від Верчеллі.
Населення — 450 осіб (2014).
Щорічний фестиваль відбувається 29 червня. Покровитель — Santi Pietro e Paolo, San Marco (Frazione San Marco), Santissima Vergine del Rosario (Frazione Busonengo).

## Демографія
Населення за роками:

Станом на 1 січня 2023 року в муніципалітеті офіційно проживало 19 іноземців з 7 країн, серед них 15 громадян країн Євросоюзу та 1 громадянин України.

## Сусідні муніципалітети
- Альбано-Верчеллезе
- Арборіо
- Балокко
- Казанова-Ельво
- Коллоб'яно
- Формільяна
- Греджо
- Сан-Джакомо-Верчеллезе